# Agonopterix arenella
Agonopterix arenella ist ein Schmetterling aus der Familie der Grasminiermotten (Elachistidae).

## Merkmale
Die Falter erreichen eine Flügelspannweite von 19 bis 23 Millimeter. Sie besitzen eine ockerfarbene Grundfärbung und eine dunkelbraune bis schwarze Zeichnung. Die Flügel werden in Ruhestellung flach und überlappend zusammengelegt.

## Ähnliche Arten
- Agonopterix petasitis (Standfuß, 1851)
- Agonopterix ciliella (Stainton, 1849)
- Agonopterix propinquella (Treitschke, 1835)

## Lebensweise
Die Larven fressen an verschiedenen Distelarten und Flockenblumen (Centaurea sp.). Weitere Futterpflanzen sind Kletten (Arctium sp.), Serratula sp., Eberwurzen (Carlina sp.) und Witwenblumen (Knautia sp.). Die Raupen sind bräunlich und in späteren Stadien grünlich gefärbt und erreichen eine Länge von neun bis 17 Millimetern. Sie beginnen ihre Entwicklung in einer Blattmine und setzen diese später unter einem Gespinst fort. Die Art ist nachtaktiv und wird vom Licht angezogen.

### Flug- und Raupenzeiten
Agonopterix arenella bildet eine Generation im Jahr, die von Mai bis Anfang August fliegt.